# Poggio di Moscona
Il Poggio di Moscona è una collina ai margini nord-orientali della piana di Grosseto e del bacino dell'antico lago Prile, che si erge in posizione dominante sull'abitato di Roselle e sulla città.
Si contraddistingue per la presenza sulla sommità dei resti di un imponente edificio circolare in pietra detto Tino di Moscona. L'area rientra nel SIR 110 “Poggio di Moscona” di 648,05 ettari e nel SIC omonimo (cod. pSIC: IT51A0010). Non sono presenti aree protette ai sensi della L 394/91 e LRT 49/95.

## Geomorfologia
Il rilievo ha forma tondeggiante ed occupa una superficie di circa 5 km²; raggiunge quota 316 m s.l.m. e digrada verso la pianura con pendici abbastanza ripide, in particolare sui versanti occidentali e meridionali. 
La parte alta del Poggio di Moscona rimase a lungo emersa durante le fasi di ingressione marina del Pliocene e rappresenta quindi un'«isola fossile» al pari di altri rilievi della Toscana meridionale.
Geologicamente è interamente costituito da calcare massiccio del Lias, che affiora in modo esteso e pronunciato sui versanti meridionali e occidentali dove la vegetazione è maggiormente degradata. La rocciosità è ovunque elevatissima, contribuendo a inasprire le condizioni di aridità e sterilità del terreno. Fra le rocce si formano tasche poco profonde di terra rossa mediterranea a reazione neutro-alcalina e ricca in ossidi di ferro. 
Sotto copertura forestale, sui versanti settentrionali e orientali, si sviluppano sottili strati di terre brune con lettiera e orizzonte umico di scarsa potenza.
Il clima dell'area è di marcata impronta mediterranea, con piovosità che si aggirano attorno ai 700 mm annui, temperatura media di 16 °C e lunga stagione arida da giugno a settembre.
Nel SIR, la tipologia ambientale prevalente è data dai rilievi collinari occupati da boschi di sclerofille e di latifoglie, macchia mediterranea, garighe e praterie annue, coltivi (soprattutto oliveti). Sono presenti garighe e macchie xerocalcicole con larga partecipazione di terofite, neofite, camefite eumediterranee che rappresentano ottimamente la vegetazione mediterranea degradata su substrato calcareo roccioso. È significativa la concentrazione di stazioni isolate di piante rare diffuse più a meridione. Altre tipologie ambientali rilevanti sono: affioramenti rocciosi, pascoli e aree archeologiche.

## Fauna
Sono presenti specie rare ornitiche che nidificano in zone aperte (Circus pygargus). Da segnalare il mammifero Felis silvestris silvestris, coleotteri endemici della Toscana ed il lepidottero Euplagia quadripunctaria.
Ancora da confermare la presenza del rinolofo euriale (Rhinolophus euryale), mentre è accertata o presumibile la presenza di varie specie rare di uccelli legate alle praterie secondarie.

## Flora
La flora del Poggio di Moscona si caratterizza per la sua notevole diversità fitotassonomica e per la presenza di specie significative nel quadro geobotanico regionale come Astragalus muelleri e Allium moschatum. Alcune di esse compaiono nelle liste rosse della flora toscana e risultano protette ai sensi della legge regionale 56/2000. Inoltre sono presenti tipi vegetazionali caratteristici del paesaggio e dell'ambiente mediterraneo, come le fitocenosi a Juniperus phoenicea e Prasium majus e la serie degli stadi dinamici regressivi della lecceta fino alle garighe termoxerofile su roccia calcarea affiorante.
La vegetazione del Poggio di Moscona è di marcata impronta mediterranea, quindi quasi interamente sempreverde e sclerofillica. Vi si trovano aspetti di lecceta cedua su calcare abbastanza evoluti e rappresentativi della foresta climax dell'area mesomediterranea, nonché i suoi stadi di degradazione più pronunciati. La lecceta come formazione forestale chiusa è presente sui versanti settentrionali e orientali. In essa entano a far parte solo localmente alcuni alberelli decidui come l'orniello (Fraxinus ornus), l'acero trilobo (Acer monspessulanum) e il pero mandorlino (Pyrus amygdaliformis). 
Nel sottobosco si trovano tutte le specie ombritolleranti dell'associazione Viburno tini-Quercetum ilicis, come il viburno (Viburnum tinus), le filliree (Phillyrea latifolia, Phillyrea angustifolia), lo stracciabrache (Smilax aspera), il ciclamino (Cyclamen repandum), il carice (Carex distachya), l'asplenio (Asplenium onopteris) e altre. 
Specie più peculiari e meno diffuse presenti nelle leccete del Poggio di Moscona a causa del substrato roccioso sono le due crucifere Arabis verna, piccola piantina dai fiori di colore violaceo e Arabis turrita, pianta più robusta dai fiori bianco-sporco.
Gli stadi regressivi dei boschi di leccio su calcare sono prima delle boscaglie basse e dense (macchia) e poi degli arbusteti che lasciano scoperto il terreno su ampi spazi. Questi arbusteti prendono il nome di gariga e sono uno degli aspetti più diffusi del paesaggio vegetale mediterraneo.
Fitosociologicamente le macchie del Poggio di Moscona appartengono all'ordine Pistacio Rhamnetalia, mentre le garighe sono riferibili all'ordine Ononido-Rosmarinetalia e sono floristicamente più ricche. Laddove scompaiono anche gli arbusti legnosi e rimane solo una copertura di piante erbacee a ciclo prevalentemente annuale si hanno dei pratelli aridi mediterranei ricchi di specie (Thero-Brachypodietea), in particolare graminacee e leguminose. Degne di nota sono le fitocenosi eterotopiche a ginepro fenicio (Juniperus phoenicea) e tè siciliano (Prasium majus) che si trovano sul versante meridionale in posizione particolarmente calda e riparata. Essendo tipiche delle coste alte e rocciose, si può ipotizzare che queste rappresentino le vestigia della vegetazione litoranea rupestre che esisteva fino all'epoca romana quando il mare lambiva la base del Poggio di Moscona. Nelle garighe su suolo roccioso calcareo vivono molte specie della flora mediterranea, prevalentemente a gravitazione occidentale, di cui alcune di notevole interesse. Esempi tipici sono Juniperus phoenicea, Prasium majus, Iris lutescens, Fumana ericoides, Ononis ornithopodioides, Ononis viscosa, Plantago afra, Micrometria juliana e tante altre.
Fra le specie più importanti compare la crucifera Biscutella maritima, che qui risulta isolata al limite nord dell'areale con la sola stazione toscana ad oggi accertata.
Molto abbondanti sul versante meridionale sono Allium moschatum e Astragalus muelleri, che vivono nelle fessure delle bianche rocce calcaree dove trovano quel minimo di sostanza organica necessaria per vivere. Queste due specie, che hanno areale gravitante nell'area illirico-balcanica, sono rare a livello nazionale e compaiono anche nelle liste rosse regionali.
Altre piante interessanti del Poggio di Moscona sono inoltre Narcissus serotinus, Narcissus tazetta, Fumaria barnolae, Biscutella mollis, Medicago prostrata, Hymenocarpus circinnatus, Serratula cichoracea, Lathyrus setifolius, Trinia glauca, Anthyllis tetraphylla, Antirrhinum latifolium, Linaria cossonii var. brevipes, Dianthus sylvestris ssp. longicaulis, Phleum ambiguum, Sonchus tenerrimus, Lactuca viminea, Marrubium incanum, Hedypnois cretica, Reseda phyteuma, Melilotus sulcatus, Ajuga chamaepitys e numerose altre. Infine sono presenti orchidacee dei generi Serapias, Ophrys e Orchis.
Nel SIR, notevole la Centaurea aplolepa ssp. cosana, un endemismo maremmano, e la presenza di numerose specie rare, legate agli ambienti aperti.